# NGC 4948A
NGC 4948A (другие обозначения — MCG -1-33-80, DDO 162, PGC 45242) — спиральная галактика с перемычкой (SBd) в созвездии Дева.
Этот объект не входит в число перечисленных в оригинальной редакции «Нового общего каталога» и был добавлен позднее.